# Coleophora marcella
Coleophora marcella é uma espécie de mariposa do gênero Coleophora pertencente à família Coleophoridae.